# Maciej Klima (koszykarz)
Maciej Klima (ur. 23 stycznia 1982) – polski koszykarz występujący na pozycjach silnego skrzydłowego lub środkowego.
Po sezonie 2020/2021 zakończył oficjalnie karierę sportową. Przez wiele lat pełnił funkcję kapitana zespołu Sokoła Łańcut.

## Osiągnięcia

### Drużynowe
- Awans do PLK ze Stalą Stalowa Wola (2009)
- Wicemistrz I ligi (2018)[3]
- Brązowy medalista I ligi (2021)[4]
- 4. miejsce w I lidze (2017[5], 2019[6])

### Indywidualne
- Zaliczony do I składu I ligi (2017)[7]
- Uczestnik meczu gwiazd I ligi (2007)[8]
- Lider I ligi w[9]:
  - zbiórkach (2017 – 8,77)
  - evalu (2018 – 19,9)